# Орлово (Алтайский край)
О́рлово — село в Немецком национальном районе Алтайского края России. Административный центр сельского поселения Орловский сельсовет.
Село было основано безземельными меннонитами, ищущими лучшей жизни при царе. Большое содействие оказал премьер-министр Столыпин Пётр Аркадьевич, который лично приезжал в Орлово в 1910 году.

## География
Расположено в 20 км к северо-востоку от районного центра — села Гальбштадта, на автодороге Славгород — Хабары — Крутиха.

## История
Село основано в 1908 году. На участке «Безымянный лог» в Кулундинской степи были заложены посёлки Орлово, Дворское (Розенгоф), Ясное (Шенау) и Луговое (Фриденсфельд). Первопоселенцем и основателем села Орлово был Пётр Яковлевич Вибе.

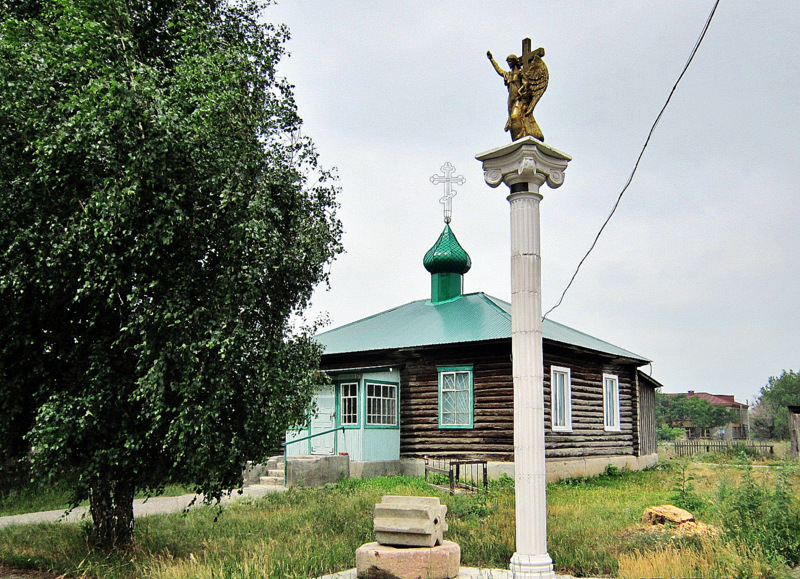
Православная церковь в селе Орлово

## Население
| 1997  | 1998  | 1999  | 2000  | 2001  | 2002  |
| ----- | ----- | ----- | ----- | ----- | ----- |
| 1843  | ↘1682 | ↗1782 | ↗1911 | ↘1724 | ↘1655 |
| 2003  | 2004  | 2005  | 2006  | 2007  | 2008  |
| ↘1637 | ↗1702 | ↘1609 | ↘1577 | ↘1525 | ↗1529 |
| 2009  | 2010  | 2011  | 2012  | 2013  |       |
| ↘1522 | ↘1441 | ↘1439 | ↘1430 | ↗1439 |       |

## Инфраструктура
- средняя общеобразовательная школа
- врачебная амбулатория
- аптека
- Дом культуры
- детский сад
- почта
- участок РЭС
- АЗС
- отделение Сбербанка
- православная церковь